# Мелешко, Вячеслав Владимирович
Вячеслав Владимирович Мелешко (В’ячеслав Володимирович Мелешко) (07.10.1951 — 14.11.2011) — советский и украинский учёный в области теоретической и прикладной механики, лауреат Государственной премии Украины (2013, посмертно).

## Биография
Родился 7 октября 1951 года в г. Днепропетровске. Внук Петра Павловича Кононенко — лауреата Ленинской премии. Сын В. И. Мелешко — лауреата Государственной премии УССР (1970), профессора, доктора технических наук, зав. отделом в Институте чёрной металлургии, и его жены Е. П. Кононенко, преподавателя английского языка Днепропетровского металлургического института.
В 1973 г. с отличием окончил механико-математический факультет Киевского государственного университета имени Т. Г. Шевченко.
В 1976 году в Институте механики АН УССР защитил кандидатскую диссертацию «Установившиеся колебания пьезокерамических тел конечных размеров» (научный руководитель А. Ф. Улитко). Работал там же младшим и старшим научным сотрудником.
С 1982 года в Институте гидромеханики НАН Украины, в 1990 г. возглавил новый отдел вихревых движений.
В 1984 году на физическом факультете Московского государственного университета им. М. В. Ломоносова защитил докторскую диссертацию «Закономерности установившихся волновых процессов в конечных упругих телах и волноводах» (научный консультант В. Т. Гринченко, оппоненты И. И. Ворович, М. В. Федорюк, Л. К. Зарембо).
С 2002 года заведующий кафедрой теоретической и прикладной механики механико-математического факультета Киевского национального университета им. Тараса Шевченко. Читал лекционные курсы: «Теоретическая механика», «Детерминированные и хаотические колебания», «Колебания и волны в упругих системах», «Бигармонические проблемы механики», «История механики».
Сфера научных интересов: теория упругости и гидромеханика; акустика твердого тела; теория волноводов в акустике, вихревой динамике; теория смешивания и хаотической адвекции.
Автор более 170 научных работ, в том числе монографий «Гармонические колебания и волны в упругих телах» (1981 г., в соавторстве с В. Т. Гринченко), «Динамика вихревых структур» (1993 г., в соавторстве с М. Ю. Константиновым).
Трагически погиб в Киеве 14 ноября 2011 года. Похоронен на Байковом кладбище.
Посмертно стал лауреатом Государственной премии Украины (2013).